# Рованичівська сільська рада
Рованичівська сільська рада (біл. Раваніцкі сельсавет) — адміністративно-територіальна одиниця в складі Червенського району розташована в Мінській області Білорусі. Адміністративний центр — Рованичі.
Рованичівська сільська рада розташована в центральній частині Білорусі, і в центрі Мінської області орієнтовне розташування — супутникові знимки, на північний схід від районного центру — Червеня.
До складу сільради входять 19 населених пунктів:
- Бишанка • Вікторівка • Виноградівка • Володута • Гайдукова Слобідка • Гатець • Глухе • Гродно • Дубовруччя • Кадище • Короб • Червоний Дар • Малинівка • Новодвір'я • Новий Шлях • Полядки • Рованичі • Рованицька Слобода • Хутір.